# Aeroportul Ihosy
Aeroportul Ihosy (IATA: IHO, ICAO: FMSI) este un aeroport din Madagascar.
aeroportul dispune de o singură pistă.